# Premios Tu Mundo
Premios Tu Mundo un reconocimiento realizado por la cadena de televisión estadounidense Telemundo y otorga galardones a: Lo mejor de Telenovelas, Música y otros programas de Televisión. El 30 de agosto de 2012 fue la primera entrega de dichos premios llevados a cabo en la ciudad de Miami. Cuenta con 24 categorías y con una duración de 3 horas en transmisión.

## Resumen por ceremonias
La siguiente tabla muestra los vencedores en las categorías más importantes de los Premios tu Mundo.
| N  | Fecha                 | Telenovela                                                                                   | Actriz | Actor | Villana | Villano | Actriz de reparto | Actor de reparto | Mala suerte                                      | Presentadores                                            | Lugar                 |
| -- | --------------------- | -------------------------------------------------------------------------------------------- | --- | --- | --- | --- | --- | --- | ------------------------------------------------ | -------------------------------------------------------- | --------------------- |
| 1ª | 30 de agosto de 2012  | Mi corazón insiste en Lola Volcán                                                            | Maritza Rodríguez (La casa de al lado).                                                                                        | Jencarlos Canela (Mi corazón insiste en Lola Volcán).                                                                            | Aylín Mujica (Corazón valiente). | Tony Dalton (Flor salvaje). | Wanda D'Isidoro (Una maid en Manhattan).                                                                                 | Gabriel Valenzuela (La casa de al lado).                                                                                       | "Arruinan la boda de Lola" (Mi corazón insiste). | Gaby Espino y Rafael Amaya.                              | Kaseya Center, Miami. |
| 2ª | 15 de agosto de 2013  | La Patrona.                                                                                  | Aracely Arámbula (La Patrona).                                                                                                 | Jencarlos Canela (Pasión prohibida).                                                                                             | Christian Bach (La Patrona). | Robinson Díaz (El Señor de los Celos).                                                                                          | Cynthia Olavarría (El rostro de la venganza).                                                                            | Gonzalo García Vivanco (La Patrona).                                                                                           | "El hospital se incendia" (La Patrona).          | Gaby Espino y Aarón Díaz.                                | Kaseya Center, Miami. |
| 3ª | 21 de agosto de 2014  | Santa diabla.                                                                                | Gaby Espino (Santa diabla). | Rafael Amaya (El Señor de los Cielos 2).                                                                                         | Ximena Duque (Santa diabla). | Carlos Ponce (Santa diabla). | Daniela Navarro (Marido en alquiler).                                                                                    | Gabriel Coronel (Marido en alquiler).                                                                                          | "La verdad de los Cano" (Santa diabla).          | Gaby Espino y Aarón Díaz.                                | Kaseya Center, Miami. |
| 4ª | 20 de agosto de 2015. | Tierra de reyes (Telenovela categoría). El Señor de los Cielos 3 (Súper Serie categoría).    | Scarlet Gruber (Tierra de reyes) (Telenovela categoría). Fernanda Castillo (El Señor de los Cielos 3) (Súper Serie categoría). | Christian de la Campa (Tierra de reyes) (Telenovela categoría). Rafael Amaya (El Señor de los Cielos 3) (Súper Serie categoría). | Cynthia Olavarría (Tierra de reyes) (Telenovela categoría). Carmen Aub (El Señor de los Cielos 3) (Súper Serie categoría).          | Fabián Ríos (Tierra de reyes) (Telenovela categoría) . Mauricio Ochmann (El Señor de los Cielos 3) (Súper Serie categoría).     | Daniela Navarro (Tierra de reyes) (Telenovela categoría). Carmen Aub (El Señor de los Cielos 3) (Súper Serie categoría). | Fabián Ríos (Tierra de reyes) (Telenovela categoría) Tommy Vásquez (El Señor de los Cielos 3) (Súper Serie categoría).         | Rafael Amaya (El Señor de los Cielos 3).         | Angélica Vale y Raúl González.                           | Kaseya Center, Miami. |
| 5ª | 25 de agosto de 2016. | Bajo el mismo cielo (Telenovela categoría). El señor de los cielos 4 (Súper Serie categoría) | Danna Paola (¿Quién es quién?) (Telenovela categoría). Fernanda Castillo (El señor de los cielos 4) (Súper Serie categoría)    | Gabriel Porras (Bajo el mismo cielo) (Telenovela categoría). Rafael Amaya (El señor de los cielos 4) (Súper Serie categoría)     | Erika de la Rosa (Bajo el mismo cielo) (Telenovela categoría). Maricela González (El señor de los cielos 4) (Súper Serie categoría) | Luis Ernesto Franco (Bajo el mismo cielo) (Telenovela categoría). Rodrigo Guirao Díaz (Señora Acero 2) (Súper Serie categoría). | Carolina Gaitán (Celia) (Telenovela categoría). Sabrina Seara (El Señor de los Cielos 4) (Súper Serie categoría).        | Alejandro Speitzer (Bajo el mismo cielo). (Telenovela categoría). Lincoln Palomeque (Señora Acero 2). (Súper Serie categoría). | Rafael Amaya (El Señor de los Cielos 4).         | Maritza Rodríguez y Carlos Ponce.                        | Kaseya Center, Miami. |
| 6ª | 24 de agosto de 2017. | La Doña (Telenovela categoría). El Señor de los Cielos 5 (Súper Serie categoría).            | Aracely Arámbula (La Doña). | Rafael Amaya (El Señor de los Cielos 5).                                                                                         | Majida Issa (Sin senos sí hay paraíso).                                                                                             | José María Galeano (La Doña).                                                                                                   | Carmen Aub (El Señor de los Cielos 5).                                                                                   | Juan Pablo Urrego (Sin senos sí hay paraíso).                                                                                  | Carolina Gaitán (Sin senos sí hay paraíso).      | Carmen Villalobos y Fernanda Castillo con Daniel Sarcos. | Kaseya Center, Miami. |

## Audiencia
| Edición               | Fecha        | Horario | Espectadores |
| --------------------- | ------------ | ------- | ------------ |
| Premios Tu Mundo 2012 | 30 de agosto | 20:00   | 1 447 000    |
| Premios Tu Mundo 2012 | 30 de agosto | 21:00   | 1 558 000    |
| Premios Tu Mundo 2012 | 30 de agosto | 22:00   | 1 654 000    |
| Premios Tu Mundo 2013 | 15 de agosto | 20:00   | 1 239 000    |
| Premios Tu Mundo 2013 | 15 de agosto | 21:00   | 1 744 000    |
| Premios Tu Mundo 2013 | 15 de agosto | 22:00   | 1 836 000    |
| Premios Tu Mundo 2014 | 21 de agosto | 20:00   | 1 380 000    |
| Premios Tu Mundo 2014 | 21 de agosto | 21:00   | 1 900 000    |
| Premios Tu Mundo 2014 | 21 de agosto | 22:00   | 1 900 000    |
| Premios Tu Mundo 2015 | 20 de agosto | 20:00   | 1 889 000    |
| Premios Tu Mundo 2015 | 20 de agosto | 21:00   | 1 985 000    |
| Premios Tu Mundo 2015 | 20 de agosto | 22:00   | 2 021 000    |
| Premios Tu Mundo 2016 | 25 de agosto | 20:00   | 1 678 000    |
| Premios Tu Mundo 2016 | 25 de agosto | 21:00   | 1 700 000    |
| Premios Tu Mundo 2016 | 25 de agosto | 22:00   | 1 974 000    |
| Premios Tu Mundo 2017 | 24 de agosto | 20:00   | 0 000        |
| Premios Tu Mundo 2017 | 24 de agosto | 21:00   | 0 000        |
| Premios Tu Mundo 2017 | 24 de agosto | 22:00   | 0 000        |

## Premios por países
| Países      | Total |
| ----------- | ----- |
| México      | 20    |
| Colombia    | 10    |
| Venezuela   | 7     |
| Cuba        | 3     |
| Puerto Rico | 3     |
| Argentina   | 2     |